# Jennifer Winget
Jennifer Winget (Bombaim, 30 de maio de 1985) é uma atriz indiana.

## Carreira
Ela começou sua carreira aos 12 anos como uma atriz mirim no filme Raja Ko Rani Se Pyar Ho Gaya, e em seguida, com 14 anos de idade, apareceu no filme Indiano Kuch Naa Kaho'. Mais Tarde, já adulta, ela passou a trabalhar em diferentes programas de TV Indianos.
Ela ganhou o Indian Television Academy Awards for Best Actress Critics  por seu papel em Saraswatichandra. O jornal Eastern Eye a colocou na 21ª posição da sua lista das "Asiáticas mais Sexy do mundo" em 2012. Jennifer trabalhou na Sony Entertainment Television com o  thriller romântico Beyhadh onde ela atuou como a vilã Maya. Winget está atualmente trabalhando no show Bepannaah

## Vida pessoal
Winget é a filha de uma Punjabi e um Maharashtrian Cristão, e é muitas vezes confundida com uma Ocidental devido ao seu nome incomum.
Winget casou-se com Karan Singh Grover em 9 de abril de 2012. Em novembro de 2014, Winget afirmou que ela e Grover haviam se separado.

## Na mídia
O jornal Britânico Eastern Eye a colocou em sua lista das "50 Asiáticas mais Sexy". Em 2013, Eastern Eye a colocou na décima quinta posição . Winget foi incluída na lista de "Top 10 Atrizes de TV" segundo a Rediff. Winget foi listada entre as "35 Atrizes Mais Quentes da Televisão Indiana" segundo a MensXP.com um um site indiano de "lifestyle" para homens.

## Aparições na TV
| Ano       | Título                       | Papel                       | Ref(s) |
| --------- | ---------------------------- | --------------------------- | ------ |
| 2001-05   | Kkusum                       | Simran                      |        |
| 2003-05   | Kkoi Dil Mein Hai            | Preeti                      | [ 22 ] |
| 2003-04   | Shaka Laka Boom Boom         | Piya                        | [ 23 ] |
| 2004      | Karthika                     | Karthika                    | [ 24 ] |
| 2005-08   | Kasautii Zindagii Kay        | Sneha Bajaj                 | [ 25 ] |
| 2006-07   | Kyaa Hoga Nimmo Kaa          | Natasha                     | [ 26 ] |
| 2006-09   | Sangam                       | Ganga Sagar Bhatia          | [ 27 ] |
| 2007      | Kahin To Hoga                | Svetlana                    |        |
| 2009      | Dekh India Dekh              | Host                        | [ 28 ] |
| 2009      | Laughter Ke Phatke           | Host                        | [ 29 ] |
| 2009      | Comedy Circus 3              | Contestant                  | [ 30 ] |
| 2009      | Zara Nach Ke Dikha 2         | Host                        | [ 31 ] |
| 2009      | Perfect Bride                | Finale Performer            | [ 32 ] |
| 2009-10   | Dill Mill Gayye              | Dr. Riddhima Gupta          | [ 33 ] |
| 2011      | Zor Ka Jhatka: Total Wipeout | Contestant                  | [ 34 ] |
| 2011      | Comedy Ka Maha Muqabala      | Host                        | [ 35 ] |
| 2011      | Nachle Ve with Saroj Khan    | Finale Host                 | [ 36 ] |
| 2012      | Teri Meri Love Stories       | Neeti                       | [ 37 ] |
| 2012      | Star Diwali                  | Host                        | [ 38 ] |
| 2013–14   | Saraswatichandra             | Kumud Saraswatichandra Vyas | [ 39 ] |
| 2014      | Star Holi Masti Gulal Ki     | Host                        | [ 40 ] |
| 2015      | Dussehra-Jeet Sachchai Ki    | Host                        | [ 41 ] |
| 2016–2017 | Beyhadh                      | Maya Mehrotra               | [ 42 ] |
| 2018      | Bepannaah                    | Zoya                        | [ 43 ] |

## Filmografia
| Ano  | Título                       | Papel             | Ref(s)              |
| ---- | ---------------------------- | ----------------- | ------------------- |
| 1995 | Akele Hum Akele Tum          | Jovem             | [carece de fontes?] |
| 1997 | Raja Ki Aayegi Baraat        | Criança De Escola | [carece de fontes?] |
| 2000 | Raja Ko Rani Se Pyar Ho Gaya | Tanu (criança)    | [ 44 ]              |
| 2003 | Kuch Naa Kaho'               | Pooja (criança)   | [ 45 ]              |

## Na web
| Ano  | Título     | Papel        | Ref(s) |
| ---- | ---------- | ------------ | ------ |
| 2018 | Phir Se... | Kajal Kapoor | [ 46 ] |

## Prêmios
| Ano  | Cerimônia                             | Trabalho Indicado | Categoria           | Resultado | Origem |
| ---- | ------------------------------------- | ----------------- | ------------------- | --------- | ------ |
| 2013 | Zee Ouro                              | —                 | Mais Apto A Atriz   | Venceu    | [ 47 ] |
| 2013 | Indiana Televisão Prêmios Da Academia | Saraswatichandra  | Melhor Atriz (Júri) | Venceu    | [ 48 ] |
| 2017 | Leões De Ouro                         | Beyhadh           | Melhor Atriz        | Venceu    | [ 49 ] |